# 大井伊助 (実業家)
大井 伊助（おおい いすけ、1864年12月29日〈文久4年12月1日〉 - 1938年〈昭和13年〉12月5日）は、日本の実業家、大阪府多額納税者、地主・家主。河内屋、大井土地代表社員。族籍は大阪府平民。西大阪を中心に貸家業を営み「大阪の貸家王」と呼ばれる。

## 経歴
泉尾新田（現在の大阪市大正区）の貧しい農家に生まれる。大井伊助の長男。前名・伊之助、あるいは伊之松。
幼い頃より辛酸を嘗める。12歳の春まで寺子屋に通い、多少の文字を学び、後木津川小学校に入校するも、13歳、あるいは14歳の頃に母を失ったため家事の都合上退学し、翌年また父を失い不幸の境遇となる。当時一家は継母、姉1人、弟3人、妹2人がいて、男子としては大井は年長の為に責任を双肩に担って起たざるをえなかった。
小作人となり、農作に奮励する一方、昼休みの時間又は夜中を利用して熱心に勉学を怠らなかった。親戚の松田徳右衛門は大井の境遇を憐み、多大の同情を寄せて種々の保護援助を与えている。
1878年に家督を相続し、1888年に前名・伊之助を改め襲名する。粒粒辛苦の末に貯めた1000円の金で質屋を開業する。土地を買収し、借家を建て、漸次発展し、「河内屋」と称し、地家主として知られる。
1931年、私立昭和幼稚園創立。貸家が10軒から20、50と増え人生の順風に乗った時、1934年の関西大風水害が発生し、大井のたくさんの貸家はほとんど破壊しつくされた。

## 人物
大井は貧しい百姓の子から貸家3000軒を持つようになった成功者だが、並々ならぬ苦労があった。大井の父は「嘘を言うな、正直に行え」、「朝起きせい」、「どんなものでも粗末にするな」、「食物の選り食いするな」とさとし、大井は幼い時からこの徹底した勤労精神を叩き込まれた。大井は貸家経営の秘訣について「まず土地を買い、家を建てる。貸家人には人情をもって貸せ。家屋修繕費はけっして出し惜しみするな。」と述べている。
紺綬褒章を賜る。大井土地代表社員であり、府下の多額納税者に列する。また貴族院多額納税者議員選挙の互選資格を有する。多額納税者として貴族院議員出馬を勧められた時、大井は「名誉の職は私の柄になし 名のりも挙げず落選もせず」と皮肉な歌をつくって、これを受付けなかったという。
宗教は真宗。住所は大阪市大正区北泉尾町1丁目。

## 家族・親族
大井家
- 祖父 - 農業の余暇、川底に蜆を拾い、これを売る[1]。
- 父・伊助（大阪平民）[10] - 一小作人として生計を営む[1]。
- 妹・ミツ[5]（1871年 - ?、家主[8]）
- 弟
  - 政吉（1867年 - ?）[2]
  - 粂次郎（1869年 - ?、地家主）[2][9]
- 妻・ヨウ（1872年 - ?、大阪、岡本清作の三女）[5]
- 長男・伊助[18]（1888年 - ?、前名・蒼生治[18][19]、資産家[19]、大阪府多額納税者、家主[8][18]）
  - 同妻・シヅ（1892年 - ?、奈良、荻田元市の妹）[18]
  - 同長男・正一（1912年 - ?、家主[8]）
  - 同二男・義夫（1920年 - ?、家主[8]）
- 三男・秀夫（1905年 - ?、大井土地出資社員、家主[2][8]） - 1928年、東京帝国大学工学部電気工学科を卒業[2]。東京市電気研究所に入所1ヶ年にして辞任帰郷する[2]。
- 二女・シヅ（1897年 - ?、金融業、家主・大井紋太郎の妻）[2][5][13]
  - 同夫・紋太郎（1891年 - ?、質商、家主・大井文次郎の長男、家主・大井文右衛門の甥）[13]
- 四女・キヨ子（1904年 - ?、大阪、小野虎助の長男蒿太郞の妻）[2]
- 五女・貞江（1906年 - ?、養子為一の妻）[2][5]
- 六女・敏子（1907年 - ?、長明太郎の妻）[2][5]
- 八女・幸子（1910年 - ?、大阪、於勢佐兵衛の妻）[2][5]

親戚
- 八女の夫・於勢佐兵衛[5]（綿帆布商、於勢商店社長）
- 四女の夫の父・小野虎助（小野鉄工造船所、造船並びに海運業、笠戸島船渠監査役）